# 龍谷修武
龍谷 修武（りゅうたに おさむ、1973年8月19日 - ）は、日本の男性声優。東京都出身。青二プロダクション所属。既婚者。

## 略歴
青二塾東京校(第18期生)卒業。

## 人物
多数の映画、ゲーム、テレビ、ドラマ等に出演している。
趣味は合唱、スキー。

## 出演
太字はメインキャラクター。

### テレビアニメ
1999年
- ドクタースランプ（海賊1）
- 週刊ストーリーランド（敵）
- ONE PIECE（1999年 - 2021年、海兵、ロス、ゲンボウ、ホーリー、テキ屋、ホワイトベレー、マーリン、シンパチ、ピクルス、サンマルク、コック）

2000年
- ゲートキーパーズ（オヤジB）
- マシュランボー（主人）

2001年
- テイルズ オブ エターニア THE ANIMATION（男A、技官A、武官B）
- はじめの一歩（宮田のセコンド）
- 魔法戦士リウイ（冒険者A）

2003年
- エアマスター（橘、松田、アナウンサー）
- 君が望む永遠（男客A）

2004年
- エリア88（男A、管制官、パイロット）
- サムライチャンプルー（木地）
- 蒼穹のファフナー（研究員）
- ちびまる子ちゃん（執事）
- 爆裂天使（医者、オペレーターA、浮浪者2）

2005年
- AIR（僧兵）

2006年
- 銀色のオリンシス（アンガス）
- 西の善き魔女（兵士B）

2009年
- バトルスピリッツ 少年激覇ダン（カードバトラーA）

2011年
- デジモンクロスウォーズ（ワルもんざえモン）
- Persona4 the ANIMATION（諸岡金四郎）

2014年
- 暴れん坊力士!!松太郎（親方C）

2015年
- ONE PIECE 〜アドベンチャー オブ ネブランディア〜（ピクルス）

### 劇場アニメ
- ONE PIECE（2000年、海賊）
- ONE PIECE ねじまき島の冒険（2001年、デニー）
- ONE PIECE THE MOVIE デッドエンドの冒険（2003年、ガスパーデ部下）
- ベクシル 2077日本鎖国（2007年、逃亡者）

### ゲーム
1999年
- ゼウスII カルネージハート（ジョン・スミス）
- 続・御神楽少女探偵団 〜完結編〜（久御山多聞）
- FAVORITE DEAR（守護獣バーンズ）

2000年
- 真・三國無双（袁紹）
- 七つの秘館 戦慄の微笑（ロイド・アルハザード）
- FAVORITE DEAR 純白の預言者（シータス）

2001年
- 真・三國無双2（袁紹）
- ドキドキプリティリーグ Lovely Star（編笠、三沢健二）
- メタルギアソリッド2

2002年
- 真・三國無双2 猛将伝（袁紹）

2003年
- インタールード ※PS2
- キャッスルヴァニア 〜暁月の円舞曲〜（ユリウス・ベルモンド）
- グリーングリーン2 恋のスペシャルサマー（ホセ）
- 真・三國無双3（袁紹、張魯）
- 真・三國無双3 猛将伝（袁紹、張魯）

2004年
- インタールード ※PC
- エースコンバット5 ジ・アンサング・ウォー
- 真・三國無双（袁紹） ※PSP
- 真・三國無双3 Empires（袁紹、張魯）
- DearS
- ラクガキ王国2 魔王城の戦い（ニス、イーゼル、兵士）

2005年
- グリーングリーン3 ハローグッバイ （ホセ）
- 激・戦国無双
- 真・三國無双4（袁紹、張魯）
- 真・三國無双4 猛将伝（袁紹、張魯）
- 天外魔境III NAMIDA（クロモツ） ※PS2
- ボボボーボ・ボーボボ 脱出!!ハジケ・ロワイヤル（ギガ）

2006年
- 雀・三國無双（袁紹）
- 真・三國無双4 Empires（袁紹）
- ロックマンゼクス（レグアンカー・ザ・ゲルロイド、バール）

2007年
- 真・三國無双5（袁紹、張魯）
- 無双OROCHI（袁紹、張魯） ※PS2

2008年
- 真・三國無双5 Special（袁紹）
- 大怪獣バトルウルトラコロシアム（メトロン星人）
- 大怪獣バトル ULTRA MONSTERS（メトロン星人）
- ペルソナ4（諸岡金四郎）
- 無双OROCHI（袁紹、張魯） ※PSP、PC
- 無双OROCHI 魔王再臨（袁紹、張魯）
- ユグドラ・ユニオン（ナレーション）

2009年
- 真・三國無双5 Empires（袁紹） ※PS3
- 無双OROCHI Z（袁紹、張魯）
- レイジングストーム（2009年 - 2010年）

2010年
- 真・三國無双5 Empires（袁紹） ※PSP
- 真・三國無双 MULTI RAID 2（袁紹、張魯）

2011年
- 真・三國無双6（袁紹、張魯、馬岱）
- 真・三國無双6 猛将伝（袁紹、張魯、馬岱）
- 真・三國無双6 Special（袁紹、張魯、馬岱）
- 真・三國無双 NEXT（袁紹、張魯、馬岱）
- 無双OROCHI 2（袁紹、張魯、馬岱）

2012年
- 英雄伝説 零の軌跡 Evolution（ビクセン町長、オスカー）
- 真・三國無双6 Empires（袁紹、張魯、馬岱）
- 真・三國無双 VS（袁紹）
- ペルソナ4 ザ・ゴールデン（諸岡金四郎）
- 無双OROCHI2 Special（袁紹、張魯、馬岱） ※PSP
- 無双OROCHI2 Hyper（袁紹、張魯、馬岱） ※Wii U
- ルーンファクトリー4（バド）
- ワンピース 海賊無双（魚人1、コック1）

2013年
- 真・三國無双7（袁紹、馬岱）
- 真・三國無双7 猛将伝（袁紹、馬岱）
- 真・三國無双7 with 猛将伝（袁紹、馬岱）
- 無双OROCHI2 Ultimate（袁紹、張魯、馬岱）

2014年
- 英雄伝説 碧の軌跡 Evolution（ヴァルド・ヴァレス〈2代目〉、ツァイト〈2代目〉）
- 真・三國無双7 Empires（袁紹、馬岱）

2017年
- 逆転オセロニア（フランケンシュタイン）

2018年
- 真・三國無双8（袁紹、馬岱）
- 無双OROCHI3（袁紹、馬岱）

2020年
- 英雄伝説 創の軌跡（ヴァルド・ヴァレス、ツァイト）

2021年
- 真・三國無双8 Empires（袁紹、馬岱）

2025年
- 真・三國無双 ORIGINS（袁紹）

### 特撮
- 仮面ライダー剣 第49話（ダークローチの声）
- ウルトラシリーズ
  - ウルトラマンコスモス2 THE BLUE PLANET（ウルトラマンジャスティスの声）
  - ウルトラマンコスモスVSウルトラマンジャスティス THE FINAL BATTLE（ウルトラマンジャスティスの声）
  - ウルトラマンマックス（ウルトラマンゼノンの声）
  - ウルトラギャラクシー大怪獣バトル NEVER ENDING ODYSSEY（幻覚宇宙人メトロン星人〈RB〉の声）
  - ウルトラマンゼロ 激突!テクターギアブラック!!（ウルトラマンレオの声）

### テレビドラマ
- ガリレオ 第2シーズン（フジテレビ）
  - 第三章「心聴る」（2013年4月29日） - テレビニュースの声
  - 最終章「聖女の救済」後編（2013年6月24日） - テレビの声

### ドラマCD
- テイルズ オブ ファンタジア ANTHOLOGY.2（銅蔵）
- テイルズ オブ ファンタジア なりきりダンジョン -太陽の章-（学会員）
- ペルソナ2 罪と罰 〜果てしなき青春〜（ナナシ、ポーピー君）

### 吹き替え
- 映画 真・三國無双（袁紹〈レイ・ロイ〉[20]）
- バトルシップ（ブロック、グローガン）

### ナレーション
- ズームイン!!SUPER（生ナレーション）
- スペシャにチャレンジ 音知連（メルセデスの声）
- マンガノゲンバ
- 世界ラリー選手権「WRC速報!2011」（ナレーター）
- 世界まる見え!テレビ特捜部（声の出演）
- 日曜ファミリア 映っちゃった映像グランプリ（声の出演）
- ディズニーXD（ナレーション）

### その他コンテンツ
- NHK1.5チャンネル ムロツヨシの顔面ドラマ〜無人島（声の出演）[21]
- スーパーゲートボール（日本レジャーチャンネル、実況）
- 有頂天レストラン（2021年5月23日 -、YouTube、ナレーション[22]）